# 影像式論文
影像式論文（英語：photo essay）又稱專題攝影、影像論文，是指能夠引起觀眾一連串情绪的系列照片。 影像式論文经常會展示有深刻情感阶段的相片。 影響式論文的范围从纯粹有圖說或小段評論的摄影作品，到有著完整相片與文字的論述都有。
影像式論文的例子包括:
- 某出版物中的一篇文章，有时整页或裝幀
- 一本书或其他完整的出版物。
- 一个网页或网站的一部分。
- 一个蒙太奇或拼贴照片，有著文字或其他补充，旨在被作为一个整体和單獨照片。这样的工作也可以算做綜合媒材的一種。
- 在特定的时间和地点舉辦的艺术展。一些这样的节目也属于其他类别类别。
- 尤其是在时装出版物很常見的影像式社論——主要或完全由一系列主題式照片所構成的社論式的報導。

以影像式論文而聞名的摄影师包括：
- 尤金·史密斯[1]
- 安塞尔·亚当斯[2]
  - 亚当斯的《生而自由和平等》（1944）记录了第二次世界大战期间在曼赞纳拘留營中的日裔美国人。
- 詹姆斯·纳赫特韦[3]

## 参見
- 摄影
- 艺术